# اسنو بیرد (یوتا)
اسنو بیرد (به انگلیسی: Snowbird) یک منطقهٔ مسکونی در ایالات متحده آمریکا است که در یوتا واقع شده‌است.